# Gewone langsprietplatbek
De gewone langsprietplatbek (Pipizella viduata) is een vliegensoort uit de familie van de zweefvliegen (Syrphidae). De wetenschappelijke naam van de soort is gepubliceerd in 1758 door Linnaeus in de tiende editie van Systema naturae.

## Habitat
De zweefvlieg leeft in bos, struikgewas, duingrasland, heide, onbebouwd weiland en open plekken in bos. Bezochte planten zijn onder andere schermbloemigen, wolfsmelk (Euphorbia), walstro (Galium) en tormentil (Potentilla erecta). De soort vliegt van april tot oktober.

## Verspreiding
De soort heeft een palearctisch verspreidingsgebied: Fennoscandinavië (Zuid) naar Iberia en het Middellandse Zeegebied. Ierland, Oost-Europa in Europees Rusland en de Kaukasus en in Siberië.